# Landgericht Hallstadt
Das Landgericht Hallstadt war ein von 1803 bis 1879 bestehendes bayerisches Landgericht älterer Ordnung mit Sitz in Hallstadt im heutigen Landkreis Bamberg. Die Landgerichte waren im Königreich Bayern Gerichts- und Verwaltungsbehörden, die 1862 in administrativer Hinsicht von den Bezirksämtern und 1879 in juristischer Hinsicht von den Amtsgerichten abgelöst wurden.

## Geschichte
Im Jahr 1803 wurde im Verlauf der Verwaltungsneugliederung Bayerns das Landgericht Hallstadt errichtet. Dieses wurde nach der Gründung des Königreichs Bayern dem Mainkreis zugeschlagen, dessen Hauptstadt Bamberg war.
Das Landgericht Hallstadt wurde aus Gebieten gebildet, die vor dem Reichsdeputationshauptschluss Teile des Hochstiftes Bamberg waren (lediglich das Amt Eltmann war würzburgisch gewesen). Dies waren:
- vom Amt Hallstadt: Hallstadt, Biegenhof, Dörfleins Süßbach, Johannishof, Oberhaid, Pinzenhof, Seehöflein, Unterhaid und Zückshut
- vom Amt Zapfendorf: Zapfendorf, Leimershof, Lauf, Oberoberndorf, Peusenhof, Reuth, Roth, Sassendorf, Unterleiterbach
- vom Amt Memmelsdorf: Drosendorf, Gundelsheim, Hohengüßbach, Kemmern, Laubend, Merkendorf, Starkenschwind, Unteroberndorf, Weisendorf
- vom Amt Lichtenfeld: Ebensfeld, Kleukheim, Lutzenberg, Oberleiterbach
- vom Amt Baunach: Sandhof
- vom Amt Zeil: Staffelbach
- vom Amt Eltmann: Ebelsbach, Gleisenau, Schönbrunn, Stettfeld
- vom Amt Baunach: Sandhof
- vom Amt Zeil: Staffelbach
- vom Spitalamt: Johannishof, Merkendorf, Sassendorf
- vom Gericht Michelsberg: Dörfleins, Ober- und Unterhaid, Weichendorf[1]